# Eublemma colla
Eublemma colla är en fjärilsart som beskrevs av William Schaus 1893. Eublemma colla ingår i släktet Eublemma och familjen nattflyn. Inga underarter finns listade i Catalogue of Life.